# Дитерихсы
Дитерихс — русский дворянский род немецкого происхождения.

## Происхождение и история рода
Предки Дитерихсов происходят из Моравии, в России род прослеживается от Иоганна Дитерихса, который в 1735 получил от Российского Престола приглашение руководить постройкой морского порта в Риге, за что был награжден майоратом в Кассупене. Его младший сын Иоганн Готтфрид Дитерихс (Johann Gottfried Dieterichs) он же Иван Иванович Детерихс (20.02,1731- 2.11.1797) был пастором в Эстляндии. У него было 11 детей: десять сыновей и дочь, из них восемь посвятили жизнь военной службе и стали участниками Отечественной войны 1812 года, причем 6 родных братьев находились в рядах русской артиллерии.
Род внесён в 1863 г. во 2-ю часть дворянской родословной книги Санкт-Петербургской губернии.

## Известные представители

### Братья Дитерихс (Дитерикс)
Русские офицеры-артиллеристы, участники Наполеоновских войн, сыновья лютеранского пастора Иоганна Дитерихса. 
- Дитерихс, Александр Иванович (1783—1832) — генерал-майор, начальник артиллерийских гарнизонов Киевского округа, георгиевский кавалер (№ 2460 (1093); 21 ноября 1812 года). Отец генерала от инфантерии К. А. Дитерихса.
- Дитерихс, Андрей Иванович (1781—1843) — генерал-лейтенант, георгиевский кавалер (№ 2884; 18 марта 1814 за Фер-Шампенуаз), начальник Уральского горного округа.
- Дитерихс, Давид (Давыд) Иванович (в 1812 — Дитерикс 1-й; 1775—1812) — подполковник артиллерии, герой сражения при Прейсиш-Эйлау. Скончался от ран, полученных в 1812 году.
- Дитерихс, Георгий (Егор) Иванович (1780—1852) — генерал-лейтенант по артиллерии, участник Наполеоновских войн и Кавказской войны. Отец генерал-лейтенантов К. Е. Дитерихса и Д. Е. Дитерихса.
- Дитерихс, Иван Иванович (в 1812 — Дитерикс 2-й; 1772—1839) — генерал-лейтенант, начальник береговой и крепостной артиллерии Остзейских губерний.
- Дитерихс, Кристиан (Христиан) Иванович (в 1812 — Дитерикс 3-й; 1773—1848) — полковник артиллерии, георгиевский кавалер (№ 4985; 3 декабря 1834 года).
- Дитерихс, Карл Иванович (1778—1831) — таможенный служащий, отец генерала от артиллерии Ф. К. Дитерихса.
- Дитерихс, Яков Иванович (1792—1864) —  подполковник, в дальнейшем — командир фельдъегерского корпуса.

### Остальные
- Дитерихс, Константин Егорович (1812—1874) — офицер РИА, генерал-лейтенант.
- Дитерихс, Давыд Егорович (1822—1891) — генерал-лейтенант, начальник артиллерии 4-го армейского корпуса.
- Дитерихс, Константин Александрович (1825—1899) — генерал от инфантерии, действительный статский советник, русский военачальник во время первой Кавказской войны.
- Дитерихс, Фёдор Карлович (1831—1899) — генерал от артиллерии, директор 3-й Петербургской военной гимназии и Пажеского корпуса.
- Дитерихс, Анна Константиновна (1859—1927) — мемуаристка, литератор, супруга лидера толстовцев Владимира Черткова.
- Дитерихс, Владимир Константинович (1860—1924?) — русский контр-адмирал.
- Дитерихс, Михаил Михайлович (1871—1941) — русский врач.
- Дитерихс, Михаил Константинович (1874—1937) — русский генерал, один из руководителей Белого движения в Сибири и на Дальнем Востоке.
- Дитерихс, Владимир Владимирович (1891—1951) — русский морской лётчик, герой Первой мировой войны.